# Bandage adhésif thérapeutique
Pour les articles homonymes, voir Tape.

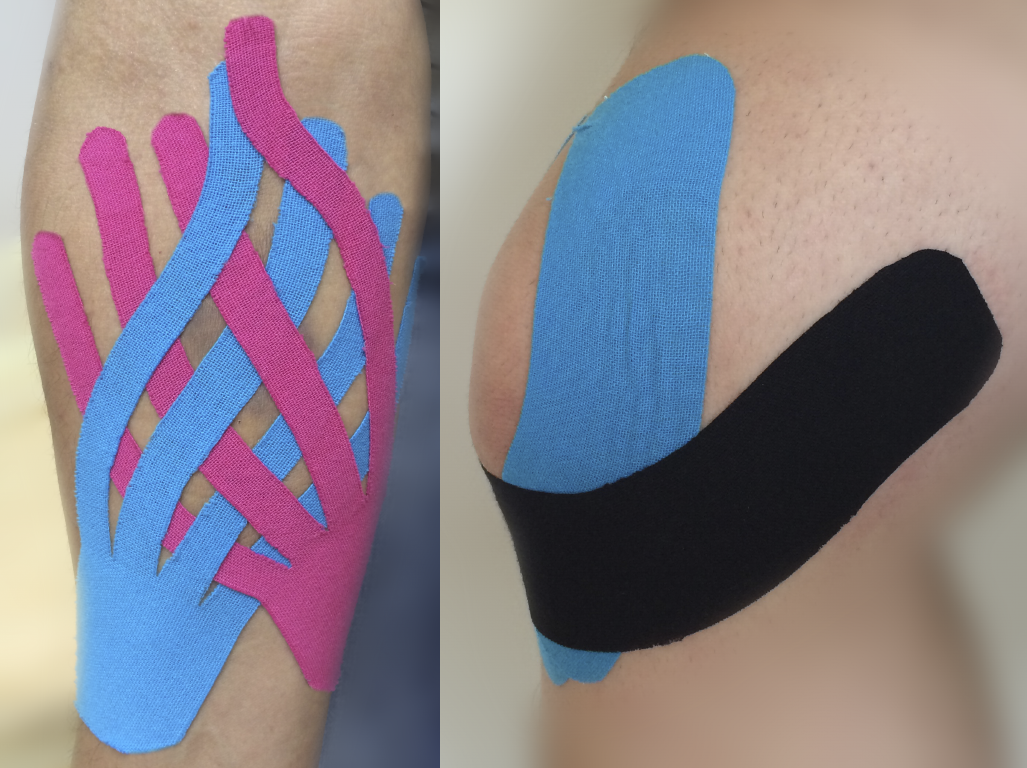
Kinesio taping

Le bandage adhésif thérapeutique, en anglais : tape ou taping, est un traitement de physiothérapie proposé pour soulager la gêne fonctionnelle et la douleur dans les atteintes musculo-articulaires bénignes aiguës ou chroniques. Les rubans autocollants permettent également une contention souple, ou strapping. C'est une technique de soutien et non de soin. Son efficacité n'ayant pas encore pu être démontrée, par rapport à un bandage non élastique, ou en médecine sportive par une revue d'étude (de même pour les maux du bas du dos), il s'agit d'une technique de médecine alternative.

## Historique
Le traitement physiothérapeutique des douleurs musculo-articulaires bénignes par des bandages adhésifs a simultanément été développé au Japon par le chiropracteur et kinésiologue Kenzo Kase avec des bandes élastiques et colorées et par la physiothérapeute Jenny McConnell en Australie par des rubans ni particulièrement élastiques ni colorés dans les années 1980.
Un regain de popularité a lieu aux États-Unis face aux succès olympiques des athlètes américains ainsi préparés pour les Jeux olympiques d'été de 2008 à Pékin puis pour les compétitions de Londres en 2012,,.

## Autres dénominations
Différentes écoles et organismes de formation continue ont développé des techniques et dénominations voisines :
- K taping[10] ;
- taping NM, pour taping neuromusculaire[11] ;
- Kinematic taping[12] ;
- etc.

## Mécanismes physiopathologiques

### Contention souple
La mise en place raisonnée et méthodique de rubans autocollants permet une contention physique souple et légère autorisant le travail et la mobilisation guidée par un physiothérapeute ou un praticien en thérapie manuelle (ostéopathe, chiropraticien).

### Bandages élastiques
Les bandages adhésifs, en exerçant des tractions orientées sur la peau, influenceraient favorablement les systèmes circulatoires, lymphatiques et nociceptifs dermohypodermiques, et par là les systèmes musculaires et articulaires.
C'est par ces tractions orientées que les bandes agiraient sur les tissus aponévrotiques sous-jacent (les fascias) en les accompagnant ou les inhibant dans leurs motilité, et donc agirait également sur les nocicepteurs (récepteurs de la douleur) situés dans ces mêmes tissus . Les résultats sur la douleur sont ressentis par les sujets quasi instantanément.

## Mises en œuvre
La pose d'une bande de tape musculaire doit être idéalement réalisée par un professionnel de la santé formé à ces techniques. La bande agit immédiatement et reste en place jusqu'à une semaine, le sujet pouvant mener une vie normale pendant cette période (douche, sport, etc) 

Le taping est proposé dans[réf. nécessaire] :
- le syndrome rotulien[15],[16] ;
- la fasciite plantaire[réf. souhaitée] ;
- la tendinite d'Achille [17]
- la cervicalgie [18]
- etc

Bandage à la face postérieure de la nuque et de la ceinture scapulaire.
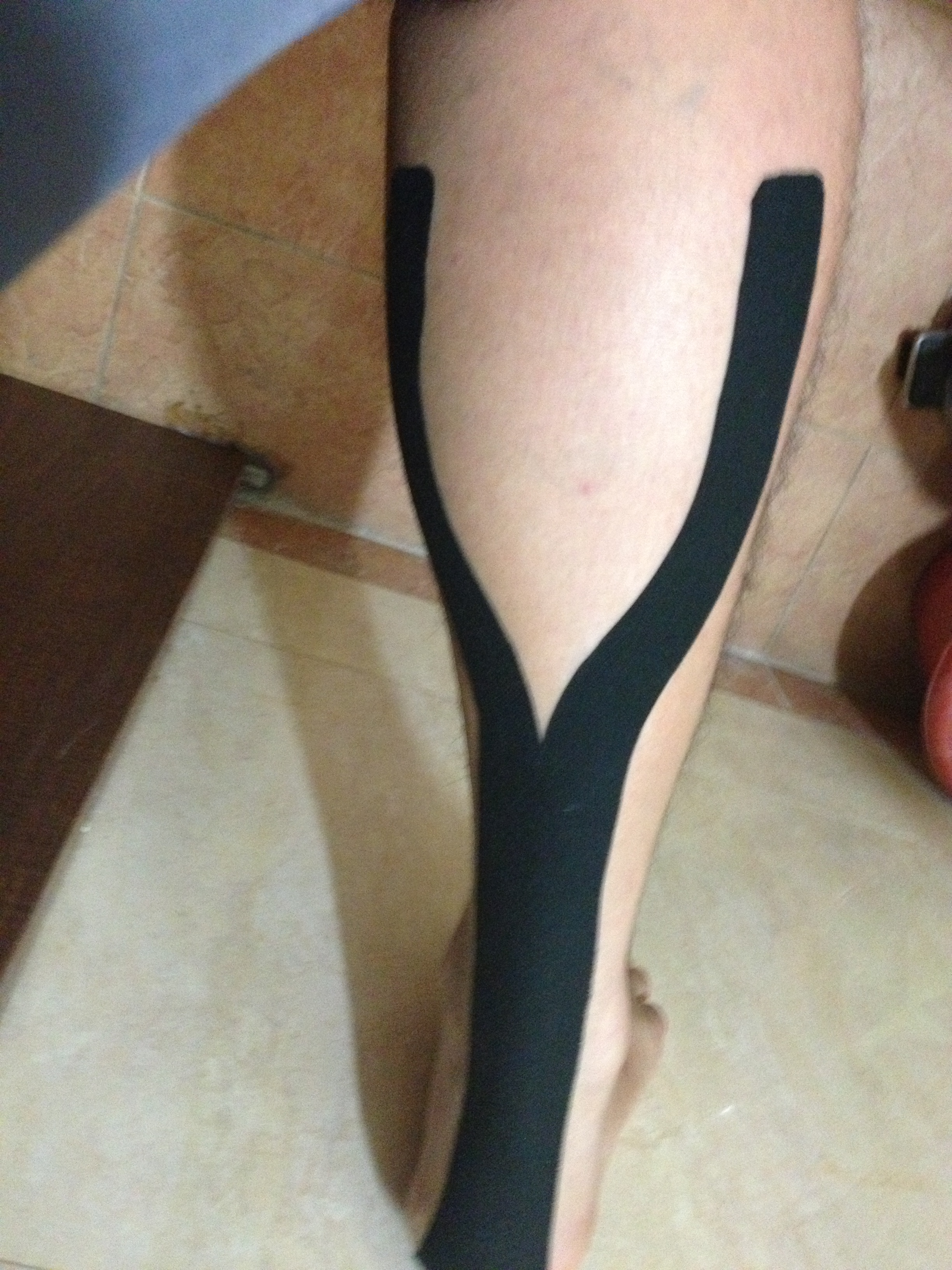
Bandage à la face postérieure de la jambe et de la cheville, en regard du muscle triceps sural et du tendon d'Achille.
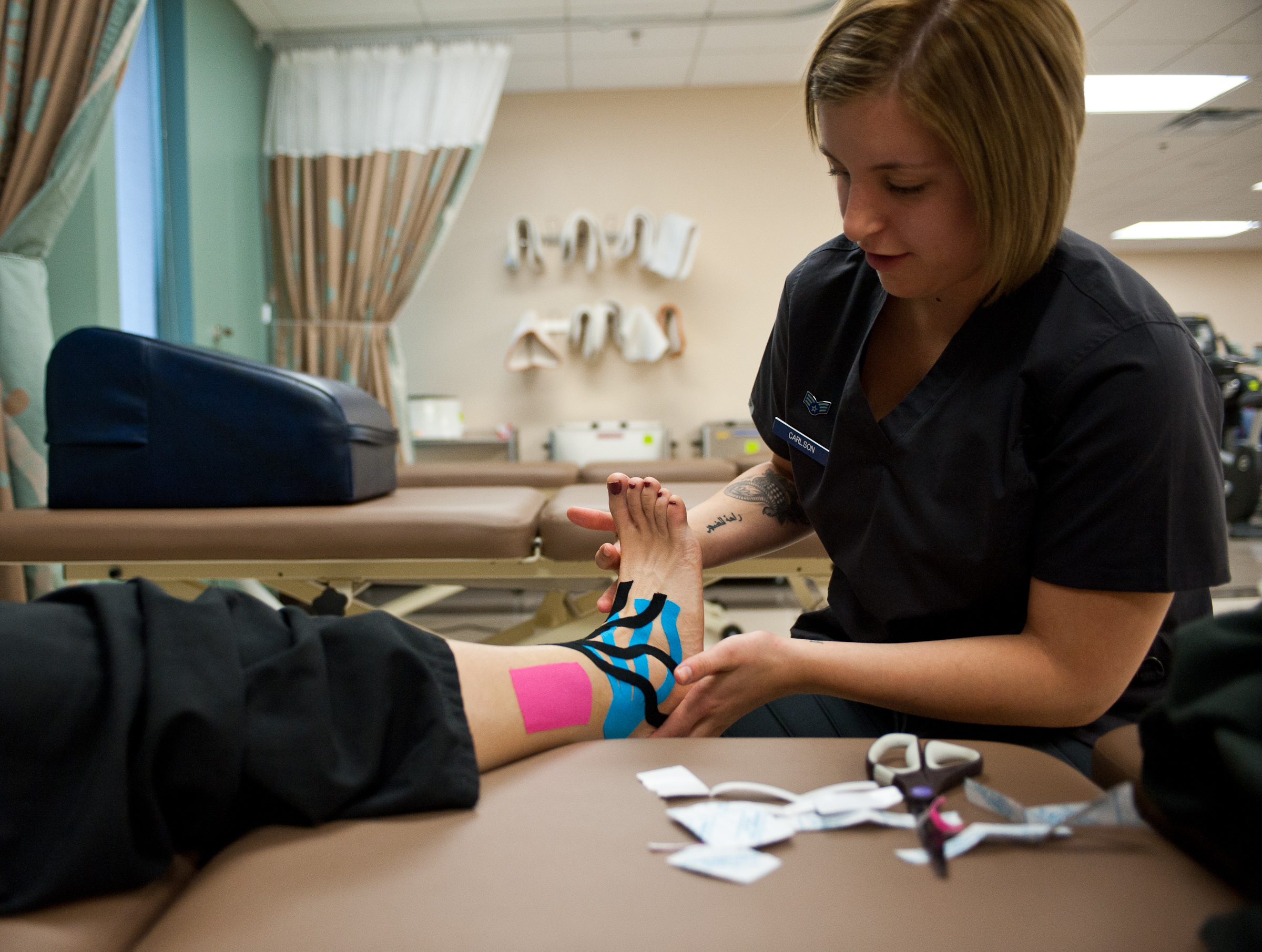
Mise en place de bandages à la face antérieure de la cheville.

## Résultats
Les études systématiques concluent que la qualité des publications précédentes et les effectifs participant aux essais cliniques ne permettent pas de conclure objectivement à l'efficacité de ces méthodes antalgiques non médicamenteuses,.